# Bethelkerk (Leeuwarden, Wijbrand de Geeststraat)
De Bethelkerk is een kerkgebouw aan de Wijbrand de Geeststraat in de stad Leeuwarden in de Nederlandse provincie Friesland.

## Geschiedenis
De kerk voor de Christelijke Gereformeerde Kerken werd in 1911 gebouwd. Het kerkorgel werd in 1912 gemaakt door orgelbouwer Van Dam. 
Vijfenzeventig jaar na de opening van de kerk werd op 31 augustus 1986 afscheid genomen van de kerk aan de Wijbrand de Geeststraat. In 1986 werd aan de Huizumerlaan de nieuwe Bethelkerk in gebruik genomen. In 1987 werd het interieur gesloopt. Voor woningbouwcorporatie Patrimonium zijn er in het kerkgebouw appartementen gebouwd. In 1989 werd door Bakker & Timmenga het orgel gerestaureerd en overgeplaatst naar de nieuwe kerk aan de Huizumerlaan.